# Colindale (métro de Londres)
Colindale (en anglais : Colindale tube station ou Colindale Underground Station), est une station de la Northern line, branche Edgware, du métro de Londres, en zone 4. Elle est située sur la Colindale Avenue, à Colindale (en), sur le territoire du borough londonien de Barnet dans le Grand Londres.

## Situation sur le réseau
La station Colindale, sur la branche d'Edgware, de la ligne Northern du métro de Londres est située entre la station Burnt Oak, en direction de la station terminus nord de la branche Edgware et la station Hendon Central en direction du terminus sud Morden. Elle dispose des deux voies de la ligne qui encadrent un quai central numéroté 1 et 2.

Plans de la ligne, du métro et des transports à Londres
Ligne Northern.
Métro.
Réseaux de Londres.

## Histoire
La station Colindale est mise en service le 18 août 1924.
La station est détruite le 25 septembre 1940, par une bombe qui fait de nombreuses victimes, dont 13 morts.

## Services aux voyageurs

### Accès et accueil
L'entrée principale de la station est située sur la Colindale Avenue, à Colindale (en).

### Desserte
La station Colindale est desservie par les rames de la ligne Northern du métro de Londres circulant sur la relation Edgware - Morden.

Installations et Desserte
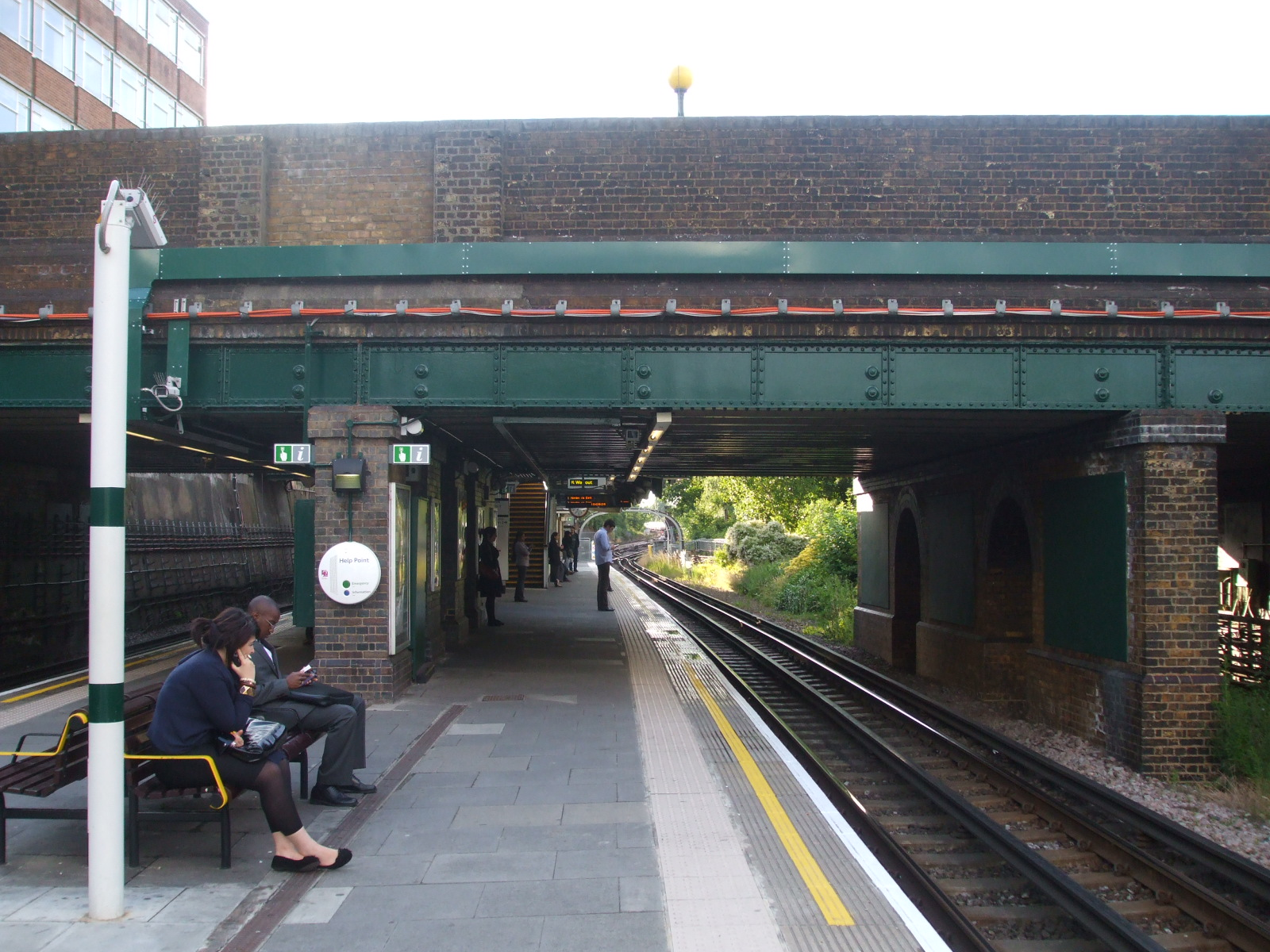
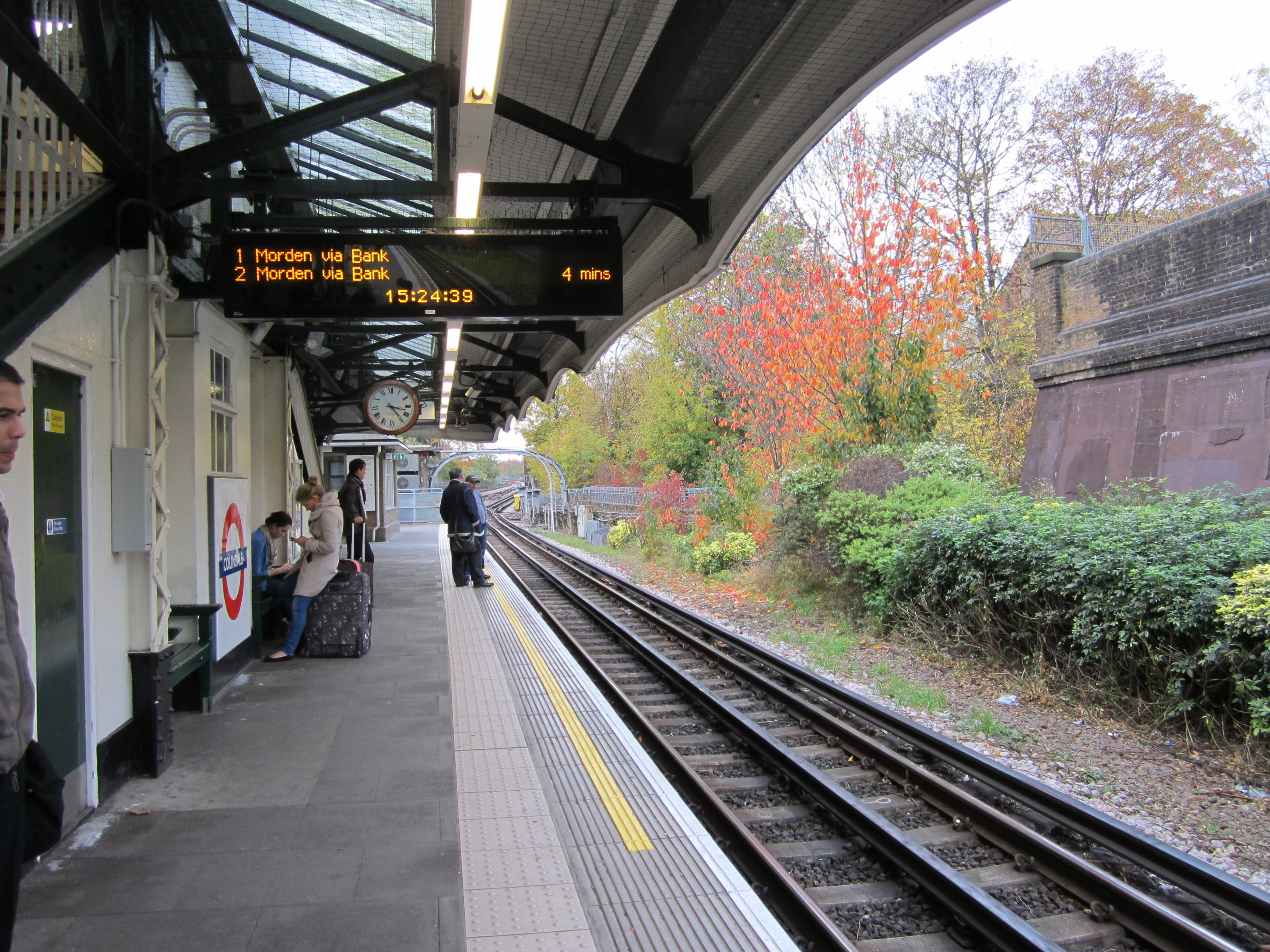
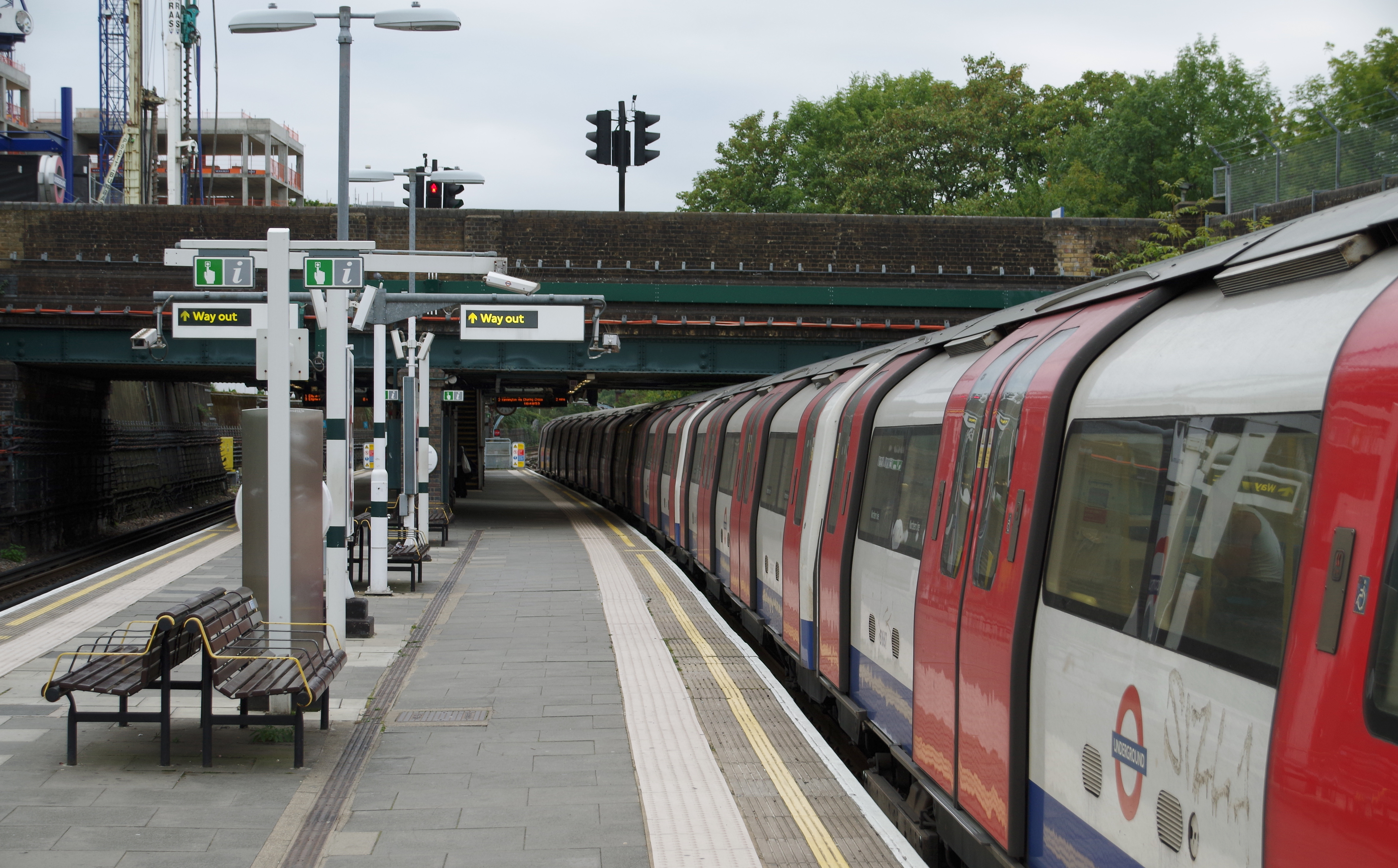

### Intermodalité
Elle est desservie par des autobus de Londres des lignes 125, 204, 303, 632, 642 et N5.

## À proximité
- Colindale (en)
- Le Musée de la Royal Air Force est situé 1 km à l'est de la station.